# Ditassa itambensis
Ditassa itambensis là một loài thực vật có hoa trong họ La bố ma. Loài này được Rapini mô tả khoa học đầu tiên năm 2002.